# Vinessa Vidotto
Vinessa Vidotto (Tucson, 3 novembre 1995) è un'attrice statunitense, maggiormente nota per il suo ruolo di Agente Speciale dell'FBI Cameron Vo nella serie televisiva drammatica a tema procedurale poliziesco "FBI: International".

## Biografia

### Infanzia e formazione
Nata il 3 novembre 1995 a Tucson, Arizona, negli Stati Uniti, Vidotto è di discendenza per metà asiatico-americana.
Si è laureata con un Bachelor of Fine Arts presso la Film School of Theatre, Film & Television dell'Università dell'Arizona nel 2018. Durante il suo percorso universitario, ha svolto il ruolo di assistente residente.

### Carriera
Il suo primo progetto è stato il cortometraggio Piper in the Woods (2016), nel quale ha interpretato il personaggio che dà il titolo, The Piper.
Nel 2021, Vidotto è apparsa in un episodio della serie Hacks. Ha interpretato l'arcangelo Remiel in quattro episodi della serie televisiva Lucifer.
Attualmente recita nella serie FBI: International nel ruolo dell'agente speciale Cameron Vo, ruolo che ricopre a partire dal 2021. La serie è attualmente alla sua quarta stagione: il personaggio di Vidotto è iniziato come Agente Speciale nel Fly Team, per poi diventare la seconda in comando nella terza stagione. Inoltre, ha fatto un'apparizione come ospite nella serie principale FBI, interpretando lo stesso personaggio.

### Vita privata
Durante il suo periodo come assistente residente all'Università dell'Arizona, Vidotto ha vissuto diverse esperienze dirette che l'hanno vista dover chiamare il 911 e lavorare con studenti affetti da intossicazione da alcol e vittime di aggressioni sessuali. Ha inoltre convinto uno studente a non togliersi la vita.

## Filmografia
- Piper in the Woods - cortometraggio (2019)
- Lucifer - serie TV (2019-2021)
- Hacks - serie TV (2021)
- FBI: International - serie TV (2021-2025)
- FBI - serie TV (2023)